# Одноосібне підприємство
Одноосі́бне підприє́мство — це підприємство, яке є власністю однієї людини, яка несе повну відповідальність як за ведення бізнесу, так і за наслідки, пов'язані з цією діяльністю.
Підприємництво в цій формі може здійснюватись як на основі підприємства, яке має статус юридичної особи так і на базі підприємства, яке не є юридичною особою.
Одноосібне селянське господарство — за ЗК УСРР 1922 трудове землеробське господарство (двір), сімейно-трудове об'єднання осіб, засноване на власній праці без залучення найманих працівників з метою спільного ведення сільського господарства.

## Історично-політичне виникнення терміна
У роки більшовизму і колективізації одноосібник — негативно забарвлений політичний термін, що застосовувався по відношенню до селян, що так чи інакше чинили супротив процесу усуспільнення засобів виробництва, незалежно від фактичної форми господарювання. Так, «одноосібником» могли називати батрака, який не мав власного господарства, але докладав зусиль до обзаведення подібним.
Одноосібне ведення господарства, в порівнянні з колективною і державною, розглядалося партією як відстала економічна форма, відповідно й політика щодо подібних господарств змінювалася у період колективізації від порівняно м'яких до гранично жорстоких форм. Окрім об'єднання індивідуальних господарств у колгоспи, відбувалося також розкуркулення одноосібників, масове переселення селян з родинами які не підкорялися подібним заходам.
У процесі розвитку СРСР, до середини 1950-х років, комуністична партія послідовно проводила політику викорінення індивідуального господарювання селян, відколи колективізація була визнана завершеною включно із західними районами України, а також Білорусі, Молдавії, Естонії, Латвії та Литви, які увійшли до складу СРСР в передвоєнні роки.
До 1975 року селяни-одноосібники і некооперовані кустарі практично зникли.